# Nellie Martel
Ellen Alma "Nellie" Martel, de soltera Charleston (Bodmin, 30 de setembre de 1855 - Notting Hill, 11 d'agost 1940), fou una sufragista i conferenciant angloaustraliana. Es presentà per al Senat en les eleccions federals del 1903 a Austràlia, una de les primeres quatre dones a presentar-se per a Parlament d'Austràlia.

## Biografia
Nascuda a Bodmin, Cornualla, filla de John Charleston i d'Elizabeth, de soltera Williams (un dels seus germans seria el futur senador australià David Charleston), Martel emigrà a Austràlia el 1879 i arribà a Sydney al gener del 1880. Es casà amb el fotògraf Charles Martel, a Newcastle el 4 d'abril del 1885; la parella tornà a Gran Bretanya el 1889.
Després de viatjar per França i Itàlia, Martel i el seu espòs tornaren a Sydney el 1891 i tots dos entraren en la Womanhood Suffrage League; fou triada membre del consell i comité organitzador el 1894 i del comité de finances el 1895.
El seu marit havia fet fallida al setembre del 1893; tot i que li concediren un certificat de baixa al març de 1894, Martel treballà com a mestra d'elocució des de sa casa de Paddington.
Durant tot aquest període participà activament en la campanya a favor del sufragi femení, sobretot a Nova Gal·les del Sud. Martel es feu coneguda per la seua "rica veu de contralt " i feu recitals i actuacions musicals en l'"At Homes" mensual que ella i el seu espòs realitzaven a l'Hotel Arcàdia.
Al setembre del 1901, esdevingué presidenta fundadora de l'Associació Progressista de Dones de Nova Gal·les del Sud, partit format en resposta al domini de la WSL de Rose Scott, junt amb Annie Golding, Belle Golding i Kate Dwyer.
L'abril del 1903, fou elegida presidenta de la Women's Liberal and Reform Association, i també membre del comité de finances de l'Australian Free Trade League a l'octubre.

## Eleccions a Austràlia

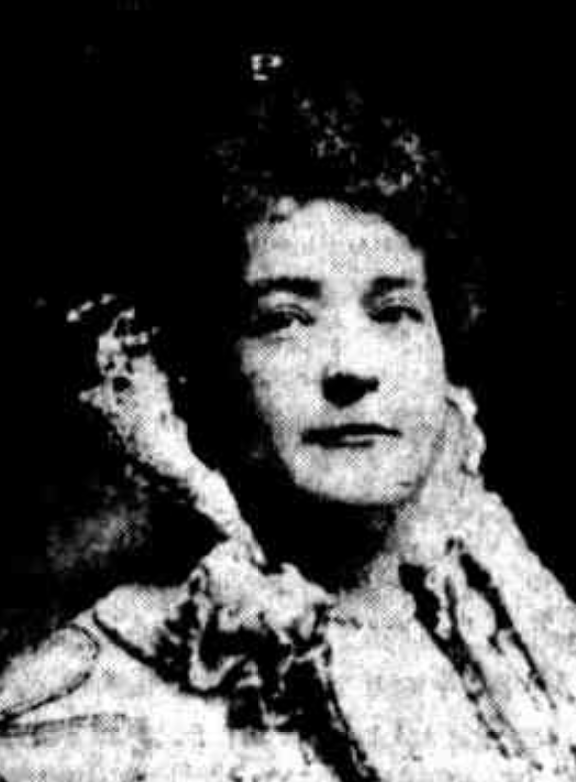
Nellie Ànima Martel al 1903, primera dona a nominar-se per al Senat d'Austràlia

Martel fou una de les quatre dones que participaren en les eleccions federals australianes del 1903, la primera en la qual les dones es pogueren presentar. Tot i que cercà el suport de la Lliga Política Social de Dones, no ho aconseguí després que el Partit de Lliure Comerç recolzés tres homes, i la lliga declarés que "encara no ha arribat el moment per a les candidates".
Martel es presentà al Senat com a candidata independent i feu una forta campanya a Newcastle, Tamworth, Lambton i Maitland.
Malgrat presentar-se com a candidata femenina, expressà la seua oposició al fet que les dones es presentassen al parlament si descuraven les seues responsabilitats domèstiques; en aquest moment el seu espòs era ja en un asil d'ancians. S'oposava a la Lliga del Treball Polític, i va donar suport al salari mínim, i defensava la igualtat de remuneració per a les dones per a mantenir el domini masculí del lloc de treball.
Altres causes que secundava era el lliure comerç, la indústria privada, el reg, l'ensenyament d'idiomes estrangers i la política d'Austràlia Blanca; n'obtingué 18.502 vots (6%).

## Retorn a Anglaterra
Charles tornà a Anglaterra el 1904 i Nellie ho feu aquest mateix any un poc més tard, el 27 de juliol; continuà sent un subjecte freqüent de la revista feminista dirigida per Louisa Lawson, The Dawn. A Londres es feu famosa com una dona que havia estat candidata al parlament i entrà en la Unió Social i Política de les Dones d'Emmeline Pankhurst al maig del 1905. Martel llegí una petició de protesta en una reunió com a resposta a l'ajornament d'un projecte de llei sobre el dret al vot de les dones i esdevingué membre del comité central de la WSPU el 1906, donant a conéixer els drets democràtics que havien aconseguit les dones australianes.
El 3 d'octubre del 1906, fou arrestada, juntament amb Anne Cobden-Sanderson i Minnie Baldock, al Parlament britànic, i la sentenciaren a dos mesos de presó. El 1907, Martel participà en la infructuosa campanya contra el candidat liberal en funcions en les eleccions parcials de Jarrow amb Jessie Stephenson i Mary Gawthorpe amb Christabel Pankhurst.
Ella i Pankhurst feren una reeixida campanya a favor de Nelly Crocker, Rachel Barrett, Aeta Lamb i Emmeline Pankhurst contra un candidat antidret al vot a Devon al gener del 1908, però Martel deixà la WSPU aquest mateix any. Es considera que l'"enèrgica defensa" de Martel d'un candidat unionista a Sunderland el 1918 va tenir molt a veure amb la seua reelecció.
Charles va morir el 1935 i Nellie a sa casa de Notting Hill l'11 d'agost de 1940.